# Artec 3D
Artec 3D 是3D扫描软硬件开发商与制造商。 该企业为国际集团，总部设于卢森堡，在美国（圣克拉拉）和中国（上海市）设有分公司。Artec 3D的产品和服务广泛应用于不同行业，包括工程、医疗卫生、媒体设计、娱乐、教育、时尚以及历史保护。 2013年，Artec 3D发布了全自动全身3D扫描系统Shapify.me，可制作“Shapies”3D人像。

## 技术
3D扫描仪可捕获物体的几何并生成三维数字模型。Artec 3D扫描仪均为结构光扫描仪。 以多束平行光束在物体上投射图案。通过在物体上投射出网状图案，扫描仪能够从不同角度捕获物体的失真和变形，然后使用三角计量法计算出物体上具体某点的距离。获取的三维坐标可为真实物体重建数字模型。 光扫描仪使用蓝光或Artec扫描仪使用的白光。 光线的选择不会影响技术背后的处理流程或概念。

## 硬件
Eva
Eva是一款2012年推出的彩色手持扫描仪 捕获与处理速度高达每秒200万点。该款扫描仪为捕获大中型物体而设计。近距离扫描面积为214 x 148 mm，远距离面积为536 x 371 mm，3D分辨率高达0.5 mm，3D点位精度达0.1 mm。 Eva可以在距离物体0.4米m到1米的范围内运作，捕获速度高达每秒16帧。 数据可直接以OBJ、PLY、WRL、STL、AOP、ASCII、PTX、E57或XYZRGB文件格式导出。 Eva无需预热即可在连接电源后立刻使用。
Spider
Spider是一款2013年推出的彩色手持3D扫描仪，为捕获小型复杂物体而设计，拥有高超的分辨率和准确度。 其3D分辨率高达0.1 mm，点位精度高达0.05 mm。Spider无需使用任何标记，也无需在后期处理中进行手动对齐。经过30分钟预热后，扫描仪可达到最高精度。扫描成品可以不同文件格式导出，包括OBJ与STL。
Space Spider
Space Spider为一款2015年推出的彩色手持3D扫描仪。Space Spider使用蓝色LED光源 且3D分辨率高达0.1 mm，精确度达0.05 mm。可以在距离物体170 mm到350 mm的距离内运作。 该设备起初为国际空间站设计，加入了高级温度控制系统避免电子产品经常出现的过热现象。 3分钟预热后，设备可达最佳精度，连续使用数小时后，可依然保持这一精度。
Ray
Ray是一款便携式3D激光扫描仪，专为细致捕获大型物体或区域而设计，扫描距离可高达110米。扫描仪于2018年上市，能以亚毫米级精度（高达0.7毫米）和最低噪点水平完成扫描，大大减少了后期处理的时间。Artec Ray完美适用于逆向工程和质量检测，以及室内或户外的遗迹保护。这款轻便（低于5 kg）的激光雷达解决方案便携性高，内置电池可支持四小时的扫描工作。两台内置式500万像素的摄像头负责捕获逼真的色彩。Artec Studio是一款搭载一系列后期处理工具的软件，可直接处理扫描数据。扫描数据还可导出至Geomagic Design X，进行其他处理。此外，您还可以通过Artec Remote应用程序（Wifi），使用iPhone or iPad远距离控制Ray。Remote能让用户进行预览、选择单个或多个扫描区域、扫描或直接将数据存储至SD卡，还能更改扫描设置、检查电池和扫描仪状态。  
Shapify Booth
Shapify Booth是一套2014年推出的全自动3D全身扫描台，包含四台Artec手持式扫描仪和一个静止站台。3D扫描仪围绕人体360度旋转，在12秒内捕获700份表面图像。捕获的数据随即自动生成完美的全彩3D模型，只需5分钟，即可打印。 Shapify Booth接受全球企业订购或租赁。
Broadway 3D
Broadway是Artec ID品牌旗下由Artec开发的人脸生物识别系统。 设备配备3D视觉系统，可区分人脸极致细微的几何差别，精度达毫米级别。识别过程不到1秒，配准过程仅需2秒。Broadway 3D的工作距离为0.8米到1.6米，工作量可达每分钟60人。 这一技术曾在2014冬季奥林匹克运动会期间用于索契国际机场加强安检。
Leo
Leo是一款符合人体工学的手持式3D彩色扫描仪，搭载自动机载处理，于2018年推出。Leo配备触摸屏面板，用户可实时观察扫描物体3D复制品的制作过程。通过旋转和缩放模型，用户可以清晰看到未捕获区域，从而确保扫描一次即可实现全覆盖。Leo是一款专业高速扫描仪，工作距离为0.35-1.2米，可捕获从小型零件到犯罪现场或重型机械等大型物体。其视场角为38.5 × 23°，捕获体积为160000 cm3。数据捕获速度高达300万点/秒。无需标靶，Leo即可在大白天、深夜或任何一个时段有效运作。该产品无需线缆，是真正的便携产品。SSD存储卡也可支持海量数据捕获。该产品搭载NVIDIA® Jetson™平台，配备TX1 Quad-core ARM® Cortex-A57 MPCore CPU、带有256 NVIDIA® CUDA® Cores的NVIDIA Maxwell™ 1 TFLOPS GPU；内置9自由度惯性系、加速度计、陀螺仪和指南针，让Leo能始终明确自身的物理位置和周遭环境。
Micro
Micro是一款桌面式自动3D扫描仪，为小型物体制作数字复制品。Micro于2019年推出，彩色双摄像头和双轴旋转系同步，能扫描90mm x 60mm x 60mm以内的物体。Micro采用蓝光科技，3D精确度高达10微米，文件导出支持STL、OBJ、PTX等常见格式。 扫描前，只需将物体放置在Micro扫描台上即可，用户可以从预设的扫描路径中选择一款，也可自行设计，随后即可开始扫描。Micro是质量检验和逆向制作小微物体的理想之选，也可用于牙医、珠宝等行业。

## 软件
Artec Studio 11
Artec Studio 11是一款用于3D扫描和后期处理的软件程序。捕获的数据被分为数份“扫描文件”，经过处理和融合生成3D模型。Studio 11包含全自动后期处理的“智能模式”，通过有关扫描物体特性的数个问题引导用户，并为用户提供全程指导的后期处理选项。 智能模式可以在整体坐标系内自动对齐，选择最适合的后期处理算法，清理多余数据并移除扫描基底。 完成后，扫描数据可直接导出至3D Systems Geomagic Design X和 SOLIDWORKS 进行进一步CAD处理。
Artec ScanApp
Artec ScanApp是一款Mac OS X （支持El Capitan和Yosemite）应用程序，支持从Artec Eva扫描仪直接传输数据至Macintosh电脑。 ScanApp收集的数据可以在软件内处理，或导出至Windows电脑使用Artec Studio 11进行进一步处理。
Artec Scanning SDK
Artec Scanning SDK是一款为个人和企业打造的软件开发工具包（SDK），可对当前程序进行个人定制或开发全新软件应用，以更完美地使用Artec手持式3D扫描仪。

## 行业与应用
Artec 3D手持式扫描仪和软件已广泛应用于诸多行业领域。知名行业的应用案例包括：
工程与制造，为下列项目制作3D数码模型：
- 英国水资源和污水服务提供商Thames Water制作水管模型，以了解水管状况，进行重要修复；[44][45]
- 私人订制汽车配件制造商Nika Holding为定制轿车脚垫制作汽车底部。[5]

医疗保健，制作：
- 伦敦矫具顾问公司为患有扁头综合征的婴儿制作保护头盔；[46]
- 定制假肢和矫形器；[47]
- 为进行整形美容、再造术患者制作术前和术后面具。[48]

科学与教育，为下列项目提供全球科研支持并提供数字化保护工作：
- 图尔卡纳湖盆地研究所和Louise Leakey在肯尼亚北部图尔卡纳盆地发现180万年前的鳄鱼、大象和象龟化石；[49]
- 与3D打印市集Threeding一同制作55座濒危或灭绝鸟类模型，包括白肩雕、白尾海雕、鬼鸮；[50]
- 与国际非盈利组织 CyArk一同保护500处文化遗址（包括印度古吉拉特邦帕坦城的王后阶梯井和华盛顿纪念碑）和大英博物馆的亚述浮雕藏品；[51]
- 旧扎戈拉历史博物馆、瓦尔纳和佩尔尼克地方历史博物馆、保加利亚国家军事历史博物馆的历史宗教艺术品，与Threeding合作完成；[52][53]
- 金山大学在非洲约翰内斯堡附近启星洞系Dinaledi室内发现人科物种纳莱蒂人的化石骨架；[54]
- 为明尼苏达圣克劳德州立大学可视化实验室制作牛、鹿、狐狸、山猫和人类头骨的互动式头骨博物馆，让学生与教职人员近距观察极易破碎的文物；[55]
- 中太平洋学院11与12年级学生制作历史文物，作为部分博物馆研究作业。[56]

艺术与设计，进行数字化捕获：
- 为美国总统奥巴马制作第一尊3D总统半身像；[57]
- 为电影侏罗纪公园制作恐龙头部雕刻，可在电影需要之时按比例缩放；[58]
- 斯蒂芬·科尔伯的头部，为2016美国橄榄球超级杯大赛期间播放的万多福开心果广告制作；[59]
- CoKreeate为电视主播拉里·金、漫威漫画前总裁兼董事会主席斯坦·李和美国歌手、歌曲作家、演员克里斯蒂娜·米莲制作迷你人像。[60]